# Rudolf Vrba
Rudolf Vrba (geboren 11. September 1924 als Walter Rosenberg in Topoľčany, Tschechoslowakei; gestorben 27. März 2006 in Vancouver, Kanada) war ein slowakisch-jüdischer Biochemiker, der 1942 als Jugendlicher ins Konzentrationslager nach Auschwitz im besetzten Polen deportiert wurde. Er war ein Überlebender der Shoah.
Es gelang ihm im April 1944, zusammen mit dem Mithäftling Alfréd Wetzler aus dem Vernichtungslager KZ Auschwitz-Birkenau auszubrechen und ins slowakische Žilina zu fliehen. Gemeinsam berichteten sie dem „Judenältesten“ Oskar Neumann detailliert über die Vernichtungsmaschinerie in Auschwitz, um die westlichen Alliierten zu informieren und die Juden in der Slowakei und Ungarn vor dem auch ihnen drohenden Massenmord zu warnen. Ihre Aussagen wurden von Oscar Kraszniansky im Vrba-Wetzler report protokolliert, der später einen Teil der Auschwitz-Protokolle bildete.
Nach der Flucht war Rudolf Vrba Widerstandskämpfer gegen den NS-Staat. Er wurde nach Kriegsende Professor für Pharmakologie an der University of British Columbia in Vancouver.

## Leben

### Widerstand gegen den Nationalsozialismus, Häftling in Auschwitz-Birkenau
Im Alter von 15 Jahren wurde Rosenberg auf Grund der antijüdischen Gesetze (der slowakischen Version der Nürnberger Gesetze) vom Gymnasium in Bratislava ausgeschlossen. Im März 1942 wollte er aus Trnava über Ungarn und Jugoslawien nach England entkommen und sich den tschechischen Exilkämpfern dort anschließen, wurde aber verhaftet.

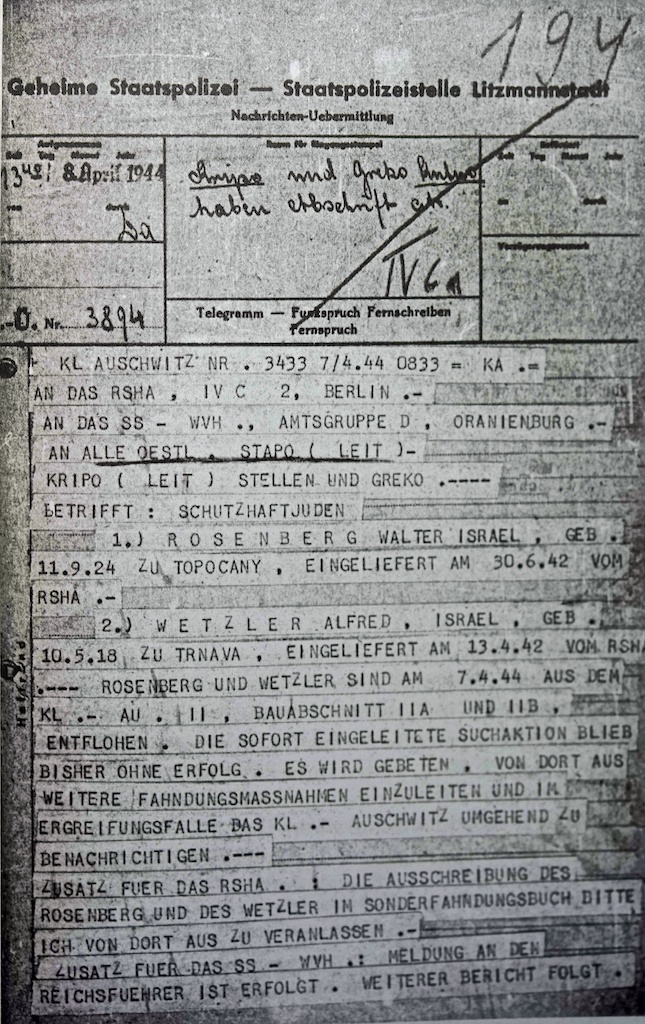
Meldung über die Flucht (1944)

Aus dem Lager Nováky brach er nochmals kurz aus, wurde jedoch erneut verhaftet, am 14. Juni in das KZ Majdanek deportiert und von dort am 30. Juni 1942 nach Auschwitz überstellt. Dort blieb er fast zwei Jahre lang als Gefangener Nr. 44070 und arbeitete unter anderem im „Kanada“ genannten Effektenlager. Er konnte am 7. April 1944 gemeinsam mit Alfréd Wetzler aus Auschwitz-Birkenau entfliehen. Sie hatten sich drei Tage lang in einem Holzstoß verborgen, der sich zwischen der kleinen und der großen Postenkette befand. Die große Postenkette war nachts immer aufgelöst, nach drei Tagen verringerte die SS ihre Suchaktion und ihre Flucht gelang.
In Žilina in der Slowakei, wo sie Kontakt mit Vertretern des Judenrats aufnahmen, berichtete Rosenberg unter seinem Pseudonym Rudolf Vrba gemeinsam mit Wetzler bis Ende April 1944 detailliert über die Todeslager in Auschwitz.  Das Protokoll – ursprünglich in Slowakisch und Deutsch verfasst und später in mehrere Sprachen übersetzt – gelangte im Juni 1944 zu den westlichen Alliierten und  wurde als „Vrba-Wetzler-Bericht“ ein Teil der Auschwitz-Protokolle. Auf 35 Seiten beschreibt dieser Bericht zweier Funktionshäftlinge die Geographie des Vernichtungslagers, die bereits seit zwei Jahren praktizierten und ausgeweiteten Methoden des Massenmordes mit Gaskammern, die Spurenbeseitigung durch das Verbrennen der Leichen in Krematorien sowie Transporte und Vorgänge in Auschwitz seit April 1942. Es war der erste Bericht von Auschwitz-Insassen, dem auf Grund seiner Genauigkeit und Authentizität im Westen geglaubt wurde (siehe auch: zeitgenössische Kenntnis vom Holocaust).
Obwohl – zu Vrbas großer Enttäuschung – fast keines der potentiellen jüdischen Deportationsopfer in Ungarn vor dem Schicksal, das ihm bevorstand, gewarnt wurde, hatte der Bericht immerhin den Effekt, dass der ungarische Reichsverweser, Admiral Horthy, am 7. Juli 1944, nachdem schon 300.000 ungarische Juden getötet worden waren, die Einstellung der Deportationen befahl. Der Bericht war nämlich auch in der Schweizer Presse publiziert worden, und daraufhin wurde Horthy von alliierter und neutraler Seite mit Appellen bombardiert. So wurden vermutlich 100.000 Leben gerettet.
Im September 1944 ging der versteckt lebende Vrba zu den Partisanen und nahm am Slowakischen Nationalaufstand teil, der kurz vorher begonnen hatte. Für seine Tapferkeit wurde er mehrfach ausgezeichnet. Nach dem Ende der deutschen Besatzung nahm er offiziell den Tarnnamen Rudolf Vrba an.

### Nach dem Zweiten Weltkrieg
Nach dem Krieg studierte er Chemie und Biochemie in Prag, erhielt den Ingenieurtitel 1949, das Doktorat 1951 und schließlich einen postgradualen Titel der Tschechoslowakischen Akademie der Wissenschaften (C.Sc.) 1956.
Er arbeitete bei der Tschechoslowakischen Akademie der Wissenschaften und an der Karlsuniversität in Prag.

### Emigration
1958 nützte er einen Aufenthalt in Israel als Mitglied einer wissenschaftlichen Delegation, um die Tschechoslowakei zu verlassen, und arbeitete daraufhin beim Landwirtschaftsministerium in Israel. Er wurde Mitglied des Medical Research Council in London, später des Medical Research Council in Kanada und arbeitete schließlich an der Harvard Medical School in den USA.
1976 wurde er Associate Professor an der University of British Columbia in Vancouver und unterrichtete dort Pharmakologie. International ist er auch als Autor von fünfzig wissenschaftlichen Artikeln über die Chemie des Gehirns sowie für seine Forschungen auf den Gebieten von Diabetes und Krebs bekannt.
Rudolf Vrba schrieb über seine persönlichen Erinnerungen an Auschwitz in Zusammenarbeit mit dem Journalisten Alan Bestic eine fünfteilige Artikelserie für die Londoner Zeitung Daily Herald und veröffentlichte dies als Buch unter dem Titel „I cannot forgive“, London 1963; New York 1964, das in verschiedenen Auflagen auch auf Deutsch (München 1964 bzw. 1999), Französisch (Paris 1988), Niederländisch (Kempen 1996) und Tschechisch (Prag 1998) herauskam.
Die Flucht Vrbas und Wetzlers und ihre nachfolgende Informationstätigkeit blieben 35 Jahre lang in Israel unthematisiert. Beim Eichmann-Prozess 1961 wurde der Vrba-Wetzler-Bericht zwar diskutiert, aber Vrba selbst nicht als Zeuge geladen. 1964 war er Zeuge im ersten Frankfurter Auschwitzprozess. Erst 1998 gelang es Ruth Linn, Dekanin an der Universität Haifa, eine hebräische Übersetzung von Vrbas Buch herauszubringen.
Bereits vor 1985 wurde Vrba von Claude Lanzmann für die Dokumentation „Shoah“ interviewt.
Rudolf Vrba starb 2006 in Kanada an Krebs.

## Würdigung
- Zu: Ich kann nicht vergeben (2010): „Der Erlebnisbericht des Überlebenden setzt auch denen ein Denkmal, die zu Tode geprügelt, an Fleckfieber gestorben, am Galgen gehenkt, in den Gaskammern ermordet wurden. Ohne Heldenlyrik, ohne Sentimentalität, mitunter mit selbstironischen Tönen …“[3]

## Ehrungen
- 1998 verlieh ihm die Universität Haifa ein Ehrendoktorat in Anerkennung seiner heroischen Flucht und seines Beitrags zur Holocaust-Erziehung.
- Seit 1999 verleiht das von Mary Robinson und Václav Havel gegründete One World International Human Rights Film Festival in der tschechischen Republik alljährlich einen „Rudolf Vrba Award“ in der Kategorie „Right to know“ für Dokumentarfilme, die „auf ein unbekanntes oder totgeschwiegenes Menschenrechtsproblem aufmerksam machen“.
- 2007 wurde ihm postum der slowakische Orden des Weißen Doppelkreuzes verliehen und in Lubina, wo Vrba seinerzeit als Partisan kämpfte, wurden zwei Tafeln zur Erinnerung an Vrba und seinen Freund Wetzler angebracht.

## Schriften
- mit Alan Bestic: I cannot forgive. London, 1963
  - Ich kann nicht vergeben. Übersetzung Werner von Grünau. Rütten & Loening, München 1964.
  - (Neuaufl. unter dem Titel:) Als Kanada in Auschwitz lag. Meine Flucht aus dem Vernichtungslager. Aus dem Englischen von Werner von Grünau. Mit einem Nachwort von Friedemann Bedürftig. Piper, München/Zürich 1999, ISBN 3-492-22694-9.
  - Neuübersetzung: Ich kann nicht vergeben. Meine Flucht aus Auschwitz. Aus dem Englischen von Sigrid Ruschmeier und Brigitte Walitzek, Vorwort Beate Klarsfeld, mit Bildteil. Herausgegeben, mit Anmerkungen und einem Nachwort von Dagi Knellessen und Werner Renz. Schöffling, Frankfurt 2010, ISBN 3-89561-416-5.
  - Auszug: Ein geflüchteter Häftling berichtet. In: Hans Günther Adler, Hermann Langbein, Ella Lingens-Reiner Hgg.: Auschwitz. Zeugnisse und Berichte. Schriftenreihe 1520. Bundeszentrale für politische Bildung BpB, 6. Aufl. Bonn 2014, ISBN 3-8389-0520-2 S. 194–202 (Zuerst 1962).
- Die mißachtete Warnung. Betrachtungen über den Auschwitz-Bericht von 1944. Übersetzung aus dem Amerikanischen Hermann Graml. In: Vierteljahrshefte für Zeitgeschichte, 44. Jg. 1996, Heft 1, S. 1–24; im Heftarchiv: online (PDF; 7,7 MB).

Der gesamte Bericht ist zugleich Amtliches Dokument NG-2061 im Nürnberger Prozess gegen die Hauptkriegsverbrecher des IMT und daher auch in den diesbezüglichen Dokumentensammlungen enthalten.

## Film
- Mark Hayhurst, Regie: 1944: Bomben auf Auschwitz? Doku mit Spielszenen auf der Basis hist. Zitate und Interviews mit Zeitzeugen. Deutschland, 2019, Erstsendung am 21. Januar 2020 (Informationen des Senders, Jan 2020)